# Alcis athola
Alcis athola là một loài bướm đêm trong họ Geometridae.